# Bovée-sur-Barboure
Bovée-sur-Barboure – miejscowość i gmina we Francji, w regionie Grand Est, w departamencie Moza.
Według danych na rok 1990 gminę zamieszkiwało 107 osób, a gęstość zaludnienia wynosiła 8 osób/km² (wśród 2335 gmin Lotaryngii Bovée-sur-Barboure plasuje się na 938. miejscu pod względem liczby ludności, natomiast pod względem powierzchni na miejscu 404.).